# The Private Lives of Jordi Mollà & Domingo Zapata
The Private Lives of Jordi Mollà & Domingo Zapata es un documental de arte de 2021 producido por Publikro London y dirigido por Giuseppe Ferlito.

## Trama
El documental cuenta la vida privada y la gran amistad del actor español Jordi Mollà y del pintor Domingo Zapata.

## Producción
La película es un proyecto desarrollado de la casa de producción inglesa Publikro London.

## Distribución
El documental se estrenó en el Faena Theatre de Miami Beach el 23 de noviembre de 2021.
Distribuido desde diciembre de 2024 en la plataforma Filmin 

## Curiosidad
El actor Johnny Depp y la actriz Michelle Rodríguez aparecen en la película. Los dos actores han sido filmados en Los Ángeles en 2011, durante una exposición de Jordi Mollà y Domingo Zapataei en el Chateau Marmont de Hollywood.